# VM i ishockey 2018
VM i ishockey 2018 er det 82. verdensmesterskab i ishockey arrangeret af IIHF. Mesterskabet har deltagelse af 49 landshold og bliver afviklet i form af syv niveaudelte turneringer, hvoraf topdivisionen med deltagelse af de 16 bedste hold bliver afholdt i Danmark i perioden 4. - 20. maj 2018. Danmark er A-VM-værtsland for første gang.
De lavere rangerende VM-turneringer, hvor der bliver spillet om op- og nedrykning mellem de enkelte niveauer, bliver spillet på forskellige terminer i løbet af foråret 2018:
| Niveau | Division              | Hold | Værtsby   | Periode              |
| ------ | --------------------- | ---- | --------- | -------------------- |
| 2      | 1. division, gruppe A | 6    | Budapest  | 22. - 28. april 2018 |
| 3      | 1. division, gruppe B | 6    | Kaunas    | 22. - 28. april 2018 |
| 4      | 2. division, gruppe A | 6    | Tilburg   | 23. - 29. april 2018 |
| 5      | 2. division, gruppe B | 6    | Madrid    | 16. - 22. april 2018 |
| 6      | 3. division           | 6    | Cape Town | 16. - 22. april 2018 |
| 7      | Kval. til 3. division | 3    | Abu Dhabi | ? 2018               |

## Verdensmesterskabet (Topdivisionen)
Turneringen vil blive spillet i København og Herning, Danmark, fra 4. til 20. maj 2018.
- Hviderusland
- Canada
- Tjekkiet
- Danmark – Vært
- Finland
- Frankrig
- Tyskland
- Letland
- Norge
- Rusland
- Slovakiet
- Sverige
- Schweiz
- USA
- Østrig – Oprykning fra Division I A
- Sydkorea – Oprykning fra Division I A

## Division I

### Gruppe A
Gruppe A vil blive spillet i Budapest, Ungarn, fra 22. til 28. april 2018.
- Slovenien – Nedrykning fra Top Division
- Italien – Nedrykning fra Top Division
- Kasakhstan
- Polen
- Ungarn
- Storbritannien – Oprykning fra Division I B

### Gruppe B
Gruppe B vil blive spillet i Kaunas, Litauen, fra 22. til 28. april 2018.
- Ukraine – Nedrykning fra Division I A
- Japan
- Litauen
- Estland
- Kroatien
- Rumænien – Oprykning fra Division II A

## Division II

### Gruppe A
Gruppe A vil blive spillet i Tilburg, Holland, fra 23. til 29. april 2018.
- Holland – Nedrykning fra Division I B
- Australien
- Serbien
- Belgien
- Island
- Kina – Oprykning fra Division II B

### Gruppe B
Gruppe B vil blive spillet i Madrid, Spanien, fra den 16. til 22. april 2018.
- Spanien – Nedrykning fra Division II A
- New Zealand
- Israel
- Nordkorea
- Mexico
- Luxembourg – Oprykning fra Division III

## Division III
Turneringen vil blive spillet i Cape Town, Sydafrika, fra 16. til 22. april 2018.
- Tyrkiet – Nedrykket fra Division II B
- Bulgarien
- Georgien
- Hongkong
- Sydafrika
- Kinesisk Taipei

### Division III Kvalifikation
Kvalifikationsturneringen vil blive spillet i Dubai, De Forenede Arabiske Emirater, i 2018.
- Forenede Arabiske Emirater
- Kuwait
- Turkmenistan